# Ferdinand Friedrich August von Württemberg

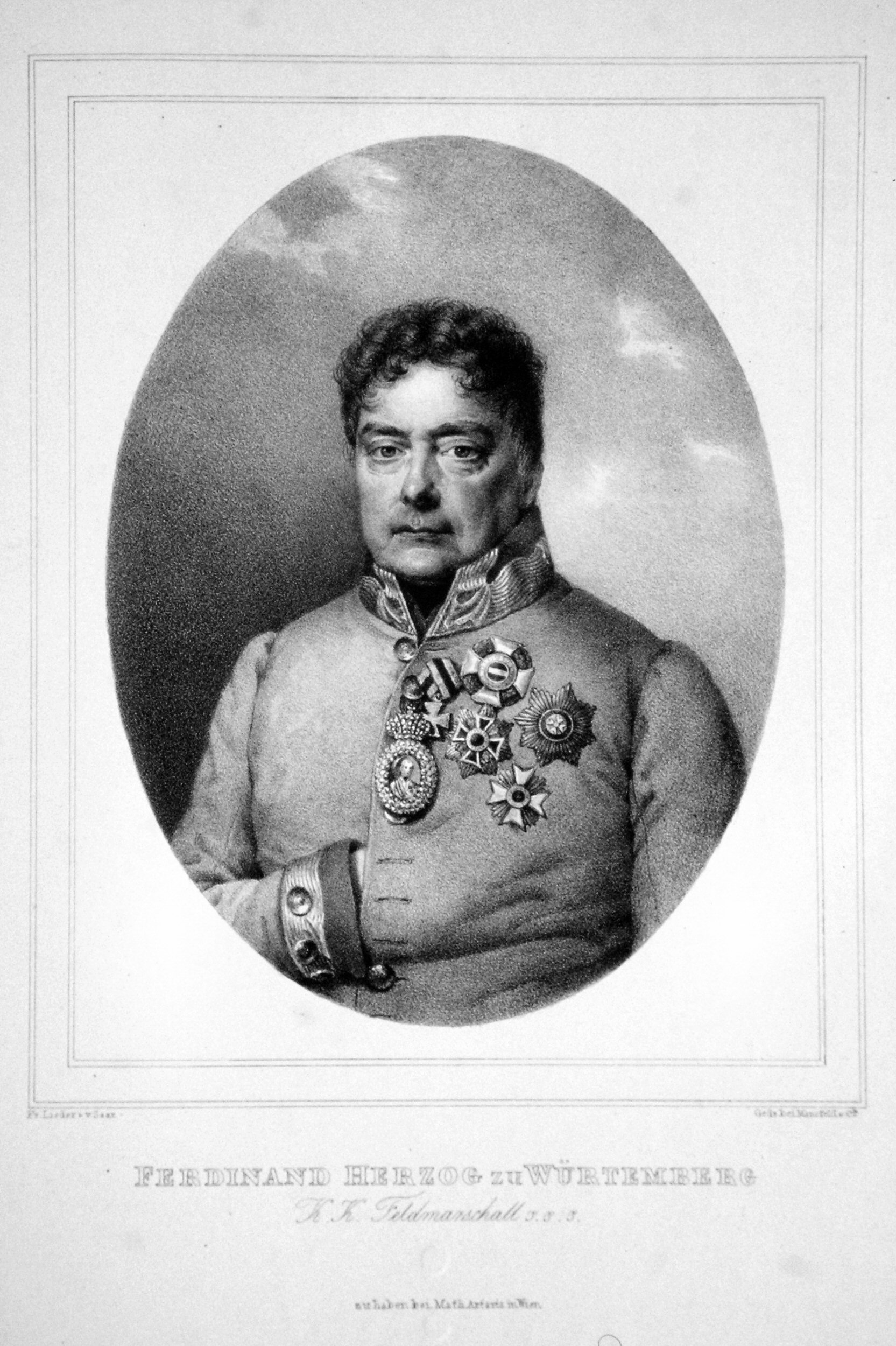
Ferdinand Friedrich August von Württemberg, Lithographie von Friedrich Lieder und Alois von Saar

Ferdinand Friedrich August, Herzog zu Württemberg (* 21. Oktober 1763 in Treptow an der Rega, Hinterpommern; † 20. Januar 1834 in Wiesbaden) war ein österreichischer Feldmarschall.

## Leben
Ferdinand Friedrich August war ein Sohn des Herzogs Friedrich Eugen von Württemberg (1732–1797) aus dessen Ehe mit Friederike Dorothea Sophia von Brandenburg-Schwedt (1736–1798).
Mit 18 Jahren trat er als Oberstleutnant in die österreichische Armee ein. Bei der Teilnahme am  Türkenkrieg wurde er am 9. April 1788 zum Generalmajor und am 20. August 1790 zum Feldmarschallleutnant befördert und nahm nach Ausbruch des Krieges gegen das revolutionäre Frankreich an den Kämpfen in den Niederlanden und 1796 am Niederrhein teil. Im März 1793 griff er unter Erzherzog Karl mit seinem zweiten Treffen in die Schlacht bei Neerwinden ein. Er warf dabei den linken Flügel der Franzosen unter General Champmorin zurück und erstürmte Leau. Am 7. April übernahm er die Belagerung von Condé und zwang den befehlshabenden General Chancel am 11. Juli 1792 zur Kapitulation. Für diesen Erfolg wurde der Herzog am 23. Juli 1793 mit dem Commandeurkreuz des Maria Theresien-Ordens ausgezeichnet. Im Frühjahr 1794 half er dem durch französische Truppen bedrohten Bistum Lüttich, konnte aber dessen Verlust nicht verhindern. Im Feldzug von 1795 führte er sein Armeecorps gegen den Einfall der französischen Armee unter Marschall Jourdan an den Rhein und operierte zwischen Lahn und Sieg. Zwischen 9. und 16. September führte er bei Dünebach, Schlibusch, Buschdorf, Blankenberg, Uckerath, Weyerbusch und Freilingen mehrere Gefechte, die ihn zum eiligen Rückzuge nötigten. Der Abschluss einer Konvention in Ehrenbreitstein am 4. Jänner 1796 beendete schließlich diesen Feldzug. Am 21. März 1796 wurde Herzog Ferdinand zum Feldzeugmeister befördert. Im Feldzug von 1796 übernahm er am Niederrhein den Befehl über ein 18.000 Mann starkes Korps, welches gegen den linken Flügel der Sambre- und Maas-Armee des französischen Generals Kleber operierte. Ende Juni 1796 zwang ihn ein körperliches Leiden den aktiven Heeresdienst zu verlassen, worauf er sich nach Wien zurückzog.
Als Bonaparte im Frühjahr 1797 aus Italien gegen Innerösterreich vordrang, wurde Herzog Ferdinand reaktiviert und am 18. März zum Kommandierenden General in Inner- und Oberösterreich ernannt. Am 12. April 1796 übernahm er zum Schutze Wiens die Organisation des Freiwilligen Corps, sein Hauptquartier bezog er in Klosterneuburg. Durch die am 18. April von Erzherzog Karl abgeschlossenen Friedenspräliminarien von Leoben wurde die weitere Aufstellung aber hinfällig. Zweimal 1798–1799 und 1805 fungierte er als Militärbevollmächtigter in Sankt Petersburg. Als Kommandierender General von Innerösterreich nahm er seinen Aufenthalt in Graz und unterstützte im August 1799 das Vorgehen des russischen Hilfskorps in Oberitalien. Am 5. September 1800 wurde er zum Kommandierenden General ob und unter der Enns und zum Stadtkommandanten von Wien ernannt. Am 1. April 1805 ehrte ihn der Kaiser mit der Würde eines kaiserlichen Feldmarschalls. Bis 1820 blieb er Stadtkommandant von Wien; sein letztes Kommando war von 1829 bis 1834 die Position eines Gouverneurs der Bundesfestung Mainz.
Seit 1820 bis zu seinem Tod besaß Ferdinand als Mitglied des königlichen Hauses ein Mandat in der württembergischen Kammer der Standesherren. Er war allerdings nie persönlich anwesend und ließ sich auch nicht vertreten.

## Familie
Ferdinand war zweimal verheiratet. Am 18. März 1795 heiratete er Albertine von Schwarzburg-Sondershausen (5. April 1771–25. April 1829), Tochter des Fürsten Christian Günther I. von Schwarzburg-Sondershausen und der Wilhelmine von Anhalt-Bernburg. Die Ehe wurde 1801 geschieden.
Seine zweite Frau, die er am 23. Februar 1817 in Marseilles heiratete, war Pauline von Metternich-Winneburg (29. November 1771–23. Juni 1855), Tochter von Franz Georg von Metternich-Winneburg und Maria Beatrix von Kageneck und Schwester von Klemens Wenzel von Metternich.

## Ehrungen und Auszeichnungen
- Großkreuz des Ordens der Württembergischen Krone[1]
- Kommenturkreuz des Königlichen Militär-Verdienstordens[1]
- Großkreuz des Maria-Theresia Ordens[1]
- Großkreuz des österreichischen Leopold-Ordens[1]
- Ritter des Schwarzen Adlerordens[2]

Im Jahr 1869 wurde in Wien-Brigittenau (20. Bezirk) die Württemberggasse nach ihm benannt.